# ゆきみし
ゆきみしは、鹿児島県沖永良部島の伝統菓子。冠婚葬祭の際の行事料理として定番の郷土菓子である。

## 概要
軽羹に似た菓子であり、保存食としても利用されている蒸し菓子である。
米粉（もち米粉とうるち米粉）、黒砂糖、白糖、水を混ぜ合わせたものを蒸し器で蒸して上げてつくる。

## 歴史
和泊町の『和泊町誌（民俗編）』に依れば、1691年に薩摩藩によって高麗餅の製法が沖永良部島に伝えられ、高麗餅の変形として生まれたのがゆきみしとなっている。

## 名称
旅行などの際に食べるための保存食でもあったため、「行く飯（めし）」がなまって「ゆきみし」になったとされる。